# 東普萊森特維尤 (科羅拉多州)
東普萊森特維尤（英語：East Pleasant View）是位於美國科羅拉多州傑佛遜縣的一個人口普查指定地區。

## 地理
東普萊森特維尤的座標為39°43′40″N 105°09′25″W / 39.72778°N 105.15694°W，而該地最高點為海拔高度1768米（即5801英尺）。

## 人口
根據2010年美國人口普查的數據，東普萊森特維尤的面積為0.30平方千米，均為陸地。當地共有人口356人，而人口密度為每平方千米1,186人。